# Vincenzo Gioberti
Vincenzo Gioberti (født 5. april 1801 i Turin, død 26. oktober 1852 i Paris) var en italiensk filosof og statsmand, .

## Liv og gerning
Han var af ringe byrd, blev tidlig præsteviet og i 1825 professor i filosofi. Senere blev han hofpræst hos kronprinsen Karl Albert, men i 1833 som mistænkt for at stå i forbindelse med "det unge Italien", fængslet og uden dom landsforvist. Han drog til Paris og i 1835 til Bruxelles, hvor han levede til 1845. Her skrev han en række filosofiske skrifter, blandt andre Introduzione allo studio della filosofia (i 4 bind, 1839—40), en kritik af hele den nyere filosofi, der kun førte til tvivlesyge, og rettede skarpe angreb på Lamennais og Rosmini, idet han selv hævdede den katolske kirkes lære. Mest kendt blev dog hans store værk Il primato civile e morale degl’ Italiani (i 3 bind, 1843), som i et glimrende billedrigt sprog udtalte tanker, der gav stødet til store tildragelser. Han fremstillede det nemlig som Italiens kald at gå i spidsen for Europas folk ved at sammenknytte religion og kultur; samtidig skulle det selv samles til et statsforbund under pavedømmets ledelse, altså under landets største åndsmagt, medens Kongeriget Sardinien skulle stå som det verdslige værn. Bogen vakte den største opsigt i Italien, men blev stærkt angrebet af jesuitterne (især Pater Curci) og forbudt så langt, deres magt rakte.
Gioberti skrev der efter to andre skrifter, Prolegomeni (1845), som fremstillede den katolske kirkes brøst, og Il Gesuita moderno (i 5 bind, 1847), hvori han med glimrende veltalenhed, og megen historisk lærdom, men også med stor overdrivelse skildrede jesuitterordenens farlige virksomhed og derved væsentlig medvirkede til dens snart følgende fordrivelse fra Italien.
Da Gioberti, som siden 1845 havde boet i Paris, i april 1848 kom tilbage til sit fædreland, modtoges han overalt med overordentlig jubel. Han drog straks til Milano for at virke for Lombardiets tilslutning til Sardinien og trængte her Mazzini tilbage. Han drog så til Rom og rådede ligefrem paven, som viste ham stor velvilje, til at nøjes med det åndelige herredømme. Han valgtes til deputeretkamret efter at have afslået et tilbud om sæde i senatet og blev straks dets formand (16. maj), samt var i august et par uger undervisningsminister. Den 10. oktober blev han formand for den fælles italienske kongres og arbejdede for at bevare det konstitutionelle system og samle fyrsterne til det mål at fordrive østrigerne. Den 16. december blev han sardinsk første- (stats-) og udenrigsminister for et udpræget demokratisk ministerium, dog kun til den 21. februar 1849, og efter Slaget ved Novara blev han som minister uden portefølje sendt til Paris for at påkalde Frankrigs hjælp. Han opgav dog denne stilling allerede i maj, men forblev i Paris i frivillig landflygtighed til sin død.
Under sit ophold i Paris skrev Gioberti i 1851 Il rinnovemento civile d’Italia (i 2 bind), hvori han koldblodig påviste Italiens fejl og udtalte sin fordømmelse både over klerikalismen og mazzinisterne; endvidere flere filosofiske og politiske skrifter. Disse efterladte skrifter udgaves efter hans død i 11 bind i 1856—63; hans Ricordi biografici e carteggio udgav Massari 1860—63 (i 3 bind).

## Begravelse
Hans lig førtes senere til Turin og bisattes med stor højtidelighed.